# 11-11: Memories Retold
11-11 Memories Retold là một game phiêu lưu kể chuyện lấy bối cảnh Thế chiến I được phát hành vào ngày 9 tháng 11 năm 2018, hai ngày trước lễ kỷ niệm một trăm năm đình chiến. Trò chơi được đồng phát triển bởi Digixart Entertainment Studios và Aardman Animations, và do Bandai Namco Entertainment phát hành.
Một trong những tính năng chính của trò chơi là phong cách hình ảnh, lấy cảm hứng từ loại hình nghệ thuật ấn tượng.

## Cốt truyện
Trò chơi cho phép người chơi đóng vai hai nhân vật trong Thế chiến I: một nhiếp ảnh gia người Canada tên Harry Lambert, cũng như một kỹ sư người Đức, Kurt Waldner. Cả hai tham gia vào cuộc chiến vì những lý do khác nhau. Harry bị thu hút bởi vinh quang và ước mơ đã cám dỗ người bạn thời thơ ấu của mình, vì vậy anh quyết định bám theo vị thiếu tá tìm kiếm một nhiếp ảnh gia chiến tranh mới. Trong khi đó, Kurt biết trên đài phát thanh rằng đơn vị của con trai mình bị mất tích và quyết định gia nhập quân đội Đức để tìm cho bằng được cậu con trai yêu quý.

## Lối chơi
Trò chơi diễn ra từ góc nhìn của người thứ ba với khả năng lựa chọn giữa hai nhân vật chính ở đầu chương, hoặc tự do ở giữa trong một số phần nhất định. Mỗi nhân vật đi theo tiến độ của câu chuyện bằng những lợi thế của riêng mình:
- Kurt có khả năng tương tác với các thiết bị điện khác nhau, tạo nên một số câu đố của trò chơi.
- Harry có một chiếc máy ảnh, anh ta có thể sử dụng để chụp ảnh các điểm quan tâm khác nhau bằng cách hiển thị cuộc chiến dưới ánh sáng tốt nhất của mình cho cấp trên hoặc cho chính mình.

11-11 Memories Retold cũng cung cấp việc điều khiển một con mèo và một con chim bồ câu trong một số trình tự nhất định.

## Đón nhận
11-11 Memories Retold nhận được đánh giá thuận lợi tổng thể. Trò chơi có số điểm 77% trên Metacritic, với các nhà phê bình đặc biệt ca ngợi chữ viết và lồng tiếng của các nhân vật.